# Martyniaceae
Martyniaceae Horam., 1847 è una famiglia di piante angiosperme appartenente all'ordine delle Lamiales.

## Etimologia
Il nome della famiglia deriva da un suo genere tipo Martynia L. il cui nome è stato dato in ricordo di John Martyn (1699–1768), professore di botanica a Cambridge. Il nome scientifico della famiglia è stato definito dal botanico russo Paul Fedorowitsch Horaninow (1796-1865) nella pubblicazione "Characteres essentiales familiarum - Char. Ess. Fam. 130." del 1847.

## Descrizione

### Portamento

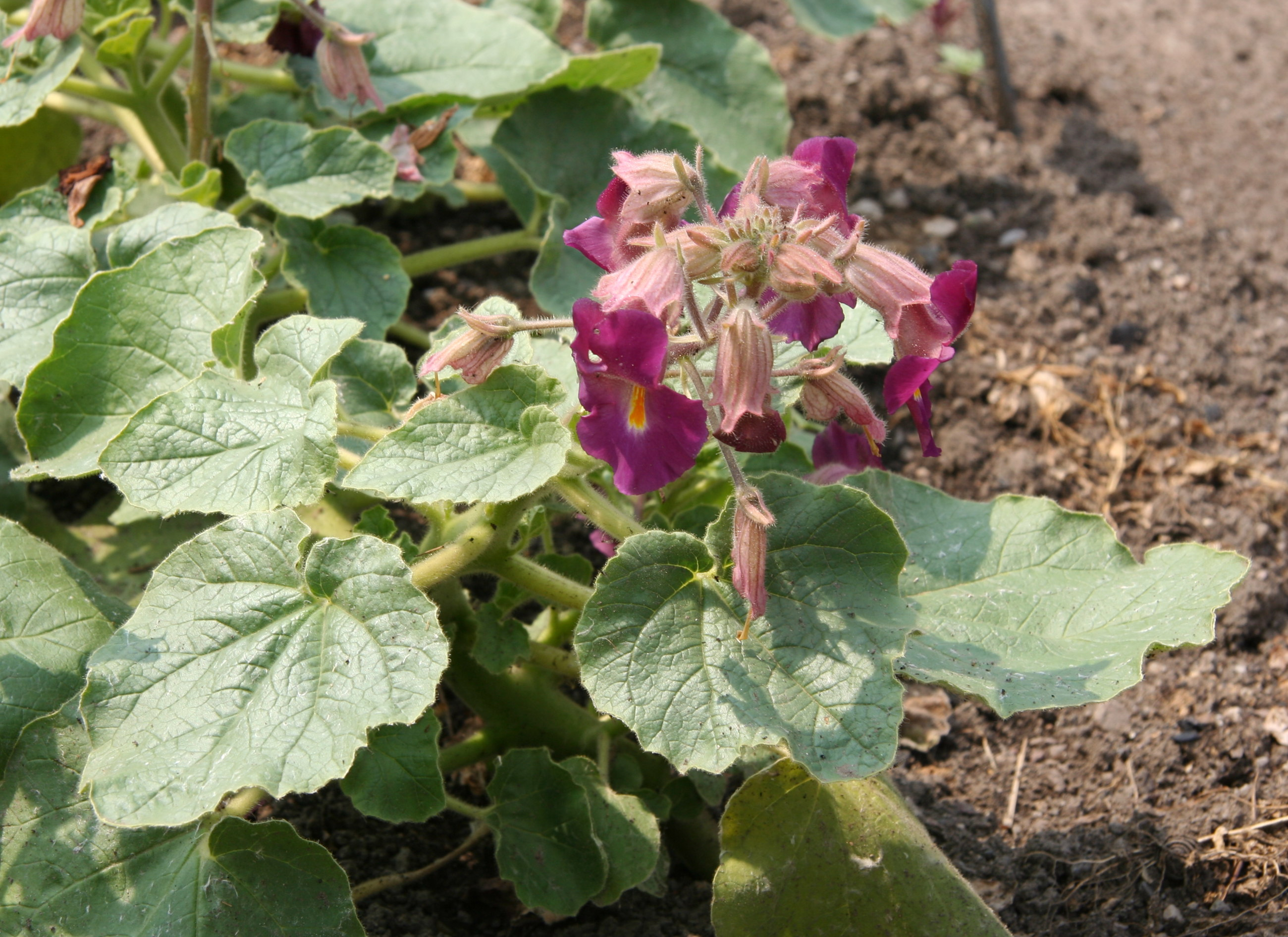
Il portamento
Proboscidea fragrans

Il portamento delle piante di questa famiglia è erbaceo annuale, raramente perenne, da eretto a prostrato. Alcune piante sono robuste con forti rami che possono arrivare fino a 3 metri di altezza (Holoregmia). Le piante sono tutte completamente viscide-glandulari (peli mucillaginosi). Nella parte sotterranea possono essere presenti dei tuberi carnosi.

### Foglie
Le foglie sono semplici (con forme obcordate, reniformi, deltoidi o ovate) e picciolate, disposte in modo opposto che poi diventano alterne nella parte apicale. Sono ondulate o lobate, e sempre prive di stipole.

### Infiorescenze

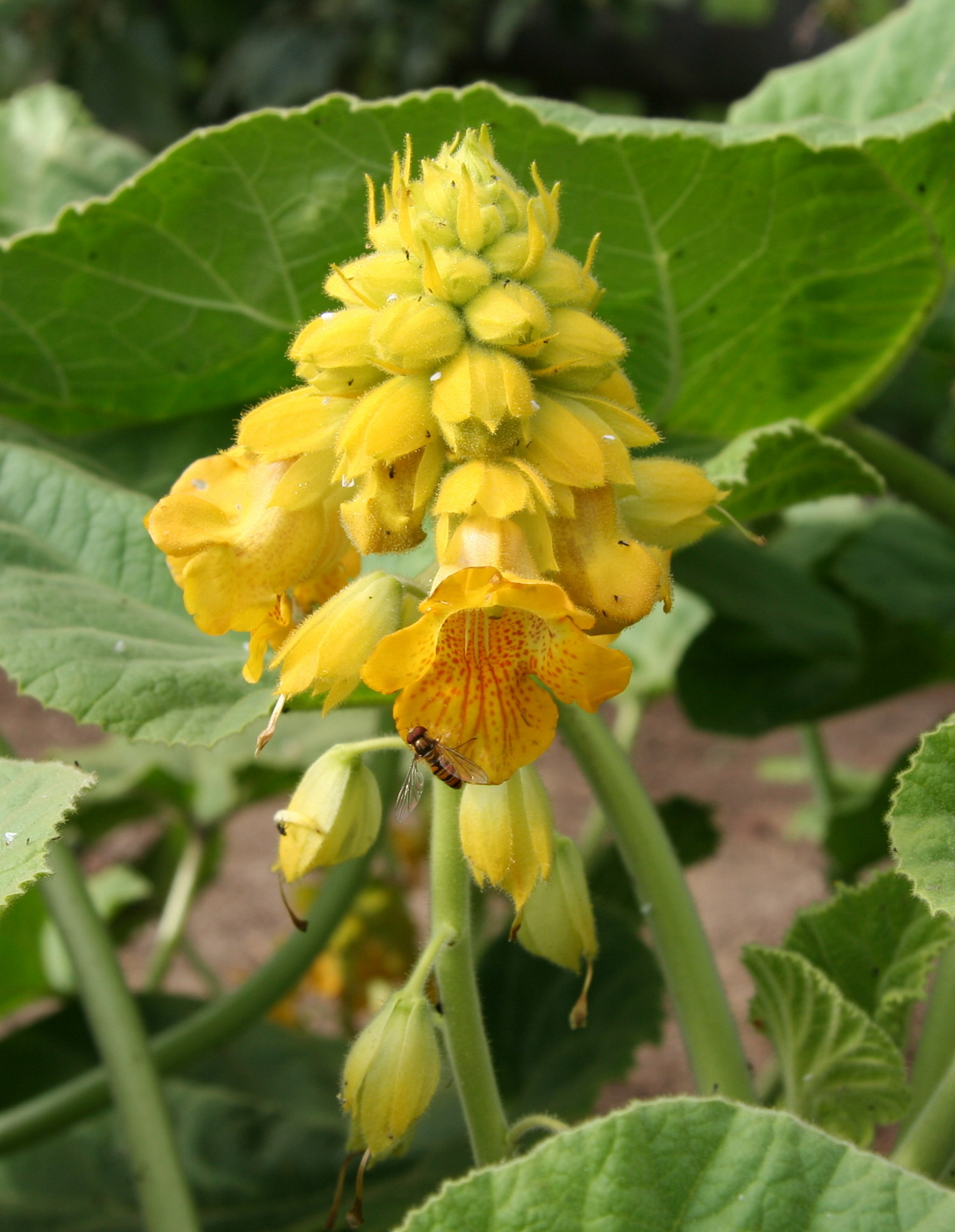
Infiorescenza
Ibicella lutea

Le infiorescenze sono formate da fiori terminali raccolti in racemi. I fiori sono pedicellati e sono sottesi da 2 bratteole posizionate alla base del calice.

### Fiori

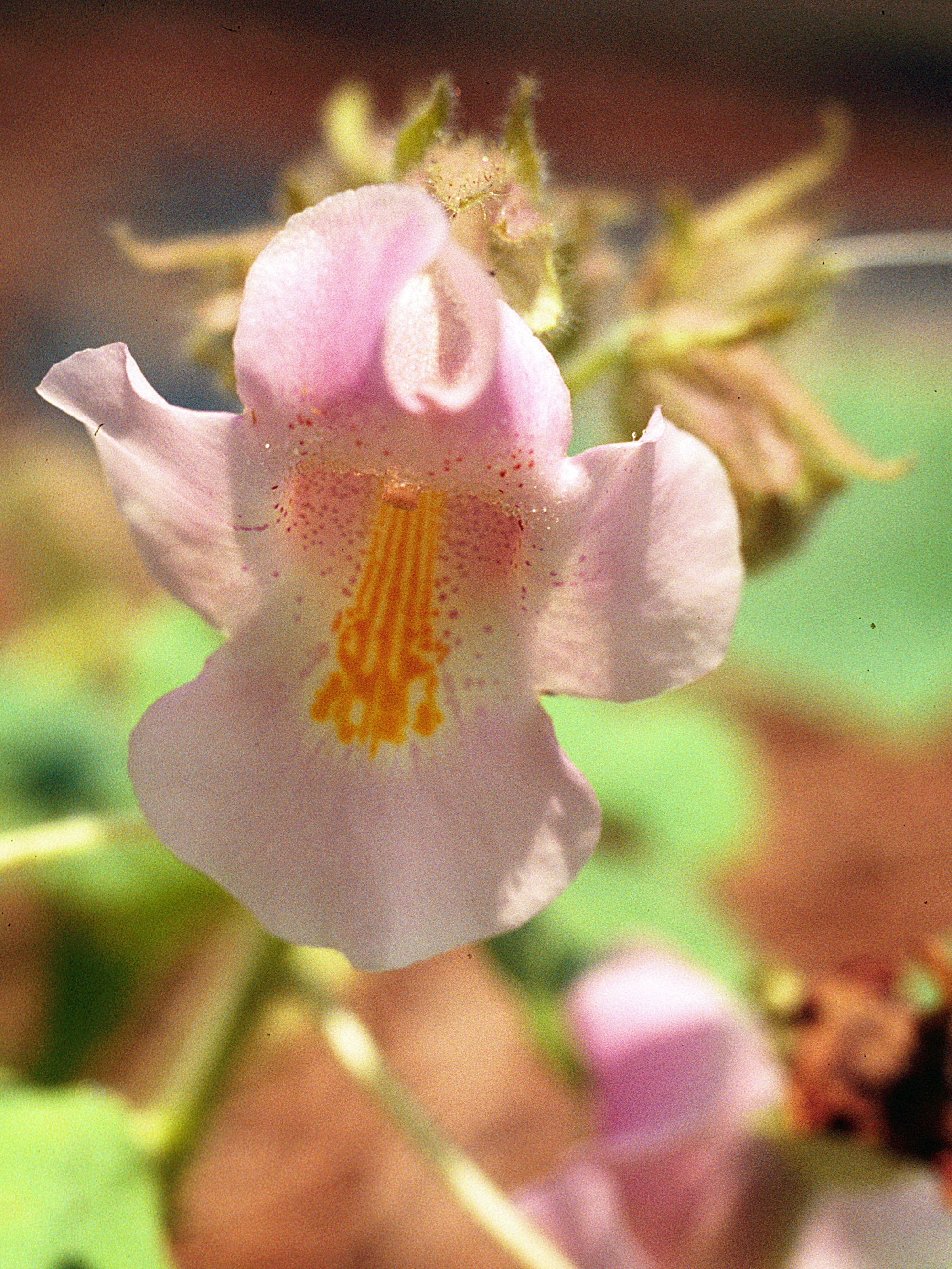
I fiori
Proboscidea louisianica

I fiori sono ermafroditi, zigomorfi, tetrameri (4-ciclici), ossia con quattro verticilli (calice – corolla - androceo – gineceo) e pentameri (5-meri: la corolla e il calice hanno 5 parti).
- Formula fiorale:

X, K 5/(5), [C (2+3), A 2+2], G (2), (supero), capsula
- Calice: il calice piccolo, libero (Martynia e Ibicella) o connato (gamopetalo), termina con 5 lobi (sepali). Spesso ha l'aspetto di una spata. Il calice è sotteso da 1 o 2 brattee che diventano carnose con la maturità.

- Corolla: la corolla, gamopetala e più o meno zigomorfa, ha la forma di un tubo terminante con cinque lobi (petali) embricati. Il tubo della corolla può assumere la forma di un lungo imbuto campanulato (lungo 14 cm in Craniolaria), oppure può essere ventricoso e obliquo. Le labbra sono patenti con lobi leggermente ineguali oppure distintamente bilabiate. Colori: giallo, porpora (chiaro) o bianco.

- Androceo: l'androceo possiede 4 stami epipetali e didinami e uno staminoide, oppure gli stami fertili sono 2 e gli staminoidi sono 3, tutti adnati alla corolla (inseriti nella corolla) e inclusi nella corolla. Le antere hanno delle logge divaricate con deiscenza longitudinale. È presente un disco anulare ipogino glandulare (organo nettarifero).

- Gineceo: l'ovario è supero bicarpellare (formato da due carpelli) con un unico loculo. Le placente sono due, parietali, alate, grosse a forma di "T"; spesso tendono a formare un falso setto. Gli ovuli tenuinucellati (con la nocella, stadio primordiale dell'ovulo, ridotta a poche cellule[8]) sono da pochi a diversi. Lo stilo è unico, esile con stigma bilobato, appiattito e sensitivo (s'incurva a scatto se urtato o raggiunto dal polline).

### Frutti

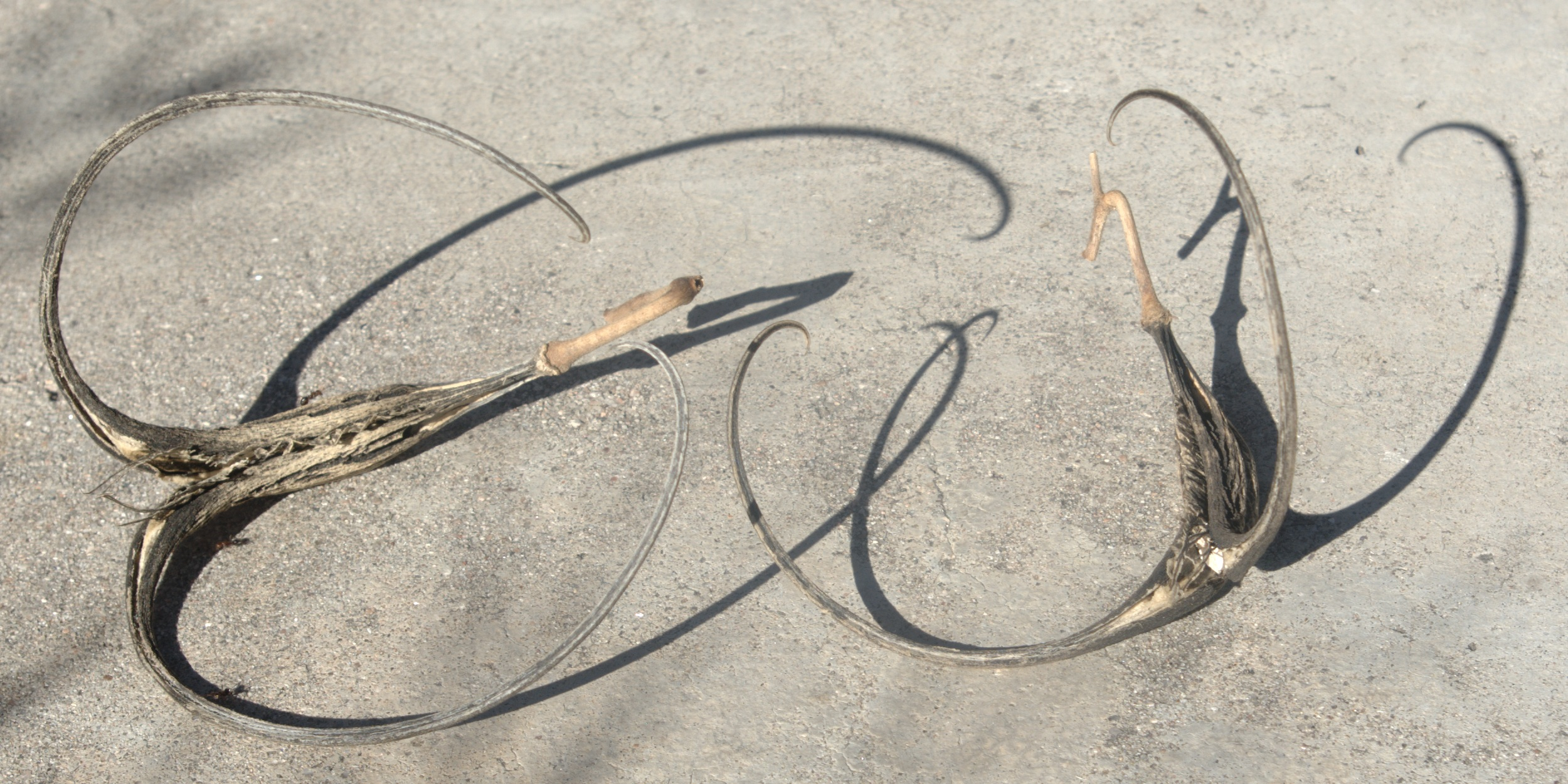
I frutti
Proboscidea parviflora

Il frutto è una capsula oblunga con deiscenza incompletamente loculicida e superficie liscia. Questi frutti sono caratteristici per la presenza di alcuni rostri uncinati (o corni apicali) a volte anche molto lunghi (oltre 10 cm). L'esocarpo è carnoso a peli viscidi (questa parte è presto caduca e si disintegra mostrando il sottostante endocarpo); l'endocarpo è legnoso e presenta una cresta lungo tutta la linea mediana superiore. I semi, neri e rugosi, sono 4 o più con embrioni diritti ed endosperma sottile.

## Biologia
Le specie di questo raggruppamento si riproducono per impollinazione tramite insetti (impollinazione entomogama).
La dispersione dei semi avviene inizialmente a causa del vento (dispersione anemocora); una volta caduti a terra sono dispersi soprattutto da insetti tipo formiche (mirmecoria).Una parte della dispersione avviene per mezzo di animali in quanto i corni uncinati dei frutti si agganciano alla pelliccia degli animali di passaggio.

## Distribuzione e habitat
Le specie di questa famiglia sono tutte distribuite nel Nuovo Mondo, soprattutto nelle regioni calde e aride con habitat subtropicali e tropicali. Una specie si è naturalizzata in Cina.
| Genere      | Distribuzione                |
| ----------- | ---------------------------- |
| Craniolaria | Da Porto Rico all'Argentina  |
| Holoregmia  | Brasile (Bahia)              |
| Ibicella    | Bolivia, Brasile e Argentina |
| Martynia    | America Centrale             |
| Proboscidea | USA e Messico                |

## Tassonomia
Inizialmente i generi di questa famiglia sono stati assegnati dal botanico e tassonomoista Antoine-Laurent de Jussieu (1748-1836) alla famiglia delle Bignoniaceae. In seguito i generi hanno trovato collocazione, secondo il Sistema Cronquist, nelle Pedaliaceae (ordine Scrophulariales. Attualmente questo gruppo è riconosciuto come una famiglia separata in base ai nuovi sistemi di analisi di classificazione filogenetica del "Angiosperm Phylogeny Group". Alcuni recenti studi hanno definitivamente confermato che le due famiglie (Pedaliaceae e Martyniaceae) hanno seguito delle linee filogenetiche distinte pur condividendo alcune combinazioni morfologiche e convergenze evolutive soprattutto nella comune morfologia di dispersione.

### Generi
La famiglia è composta da 5 generi con 14 specie:
- Craniolaria L., 1753 (2 spp.)
- Holoregmia Nees, 1821 (1 sp.)
- Ibicella Van Eselt., 1929 (2 spp.)
- Martynia L., 1753 (2 spp.)
- Proboscidea Schmidel, 1763 (7 spp.)

### Chiave per i generi
Per meglio comprendere ed individuare i generi della famiglia, l'elenco seguente utilizza in parte il sistema delle chiavi analitiche (vengono cioè indicate solamente quelle caratteristiche utili a distingue un gruppo dall'altro).
- Gruppo 1A: il portamento delle piante è arbustivo (altezza 3 metri); i frutti sono privi di corni apicali;

- Holoregmia.

- Gruppo 1B: il ciclo biologico delle piante è annuale (raramente perenne); il portamento è erboso e varia da prostrato ad eretto; i frutti sono provvisti di due corni apicali;

- Gruppo 2A: la forma della corolla è simile ad un tubo lungo e strettamente cilindrico di 14 cm di lunghezza, con la parte terminale improvvisamente dilatata a forma di campana; i sepali del calice sono completamente connati e sono simili ad una spata con una fessura ventrale;

- Craniolaria.

- Gruppo 2B: la corolla è priva di un lungo tubo cilindrico; i sepali del calice sono molto corti, liberi o connati, e non formano una struttura simile ad una spata:

- Gruppo 3A: gli stami fertili sono 2, gli staminoidi sono 3; i corni (o rostri) del frutto sono lunghi non più di 5 mm (molto più corti del corpo del frutto stesso);

- Martynia.

- Gruppo 3B: gli stami fertili sono 4 con un solo staminoide; i corni dei frutti sono molto lunghi (come la dimensione del corpo del frutto oppure di più fino a 12 cm);

- Ibicella: i sepali del calice sono liberi; il colore dei fiori è giallo con tonalità da pallido a profondo; la distribuzione di queste piante è relativa alla Bolivia, Brasile e Argentina.
- Proboscidea: i sepali del calice sono connati fino a metà della lunghezza del calice stesso; il tubo del calice ha una fessura ventrale; il colore dei fiori è porpora, rosa, lavanda o crema o da giallo a arancio; la distribuzione di queste piante è relativa agli USA e Messico.

### Filogenesi

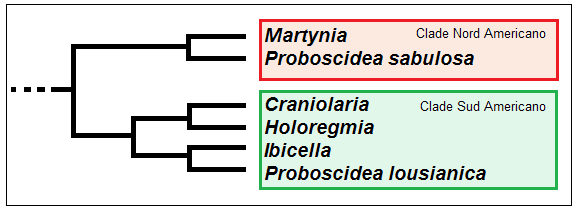
Cladogramma della famiglia

La famiglia Martyniaceae (probabilmente monofiletica) all'interno dell'ordine Lamiales occupa una posizione centrale insieme alle famiglie Pedaliaceae e Acanthaceae anche se il suo posizionamento esatto non può ancora essere sostenuto con precisione.
In base alla morfologia dei frutti la famiglia può essere divisa in due gruppi:
- 1) Proboscidea/Ibicella: frutti con lunghi rostri, molto semi e una deiscenza quasi completa;
- 2) Martynia/Craniolaria/Holoregmia: frutti con piccoli e minuti rostri, pochi semi, mentre la parte inferiore dell'ovario rimane chiusa.

Questa suddivisione morfologica è in parte confermata dalle analisi cladistiche che hanno individuato due cladi principali: (1) quello nordamericano con i generi Martynia e Proboscidea e (2) quello sudamericano con i generi Craniolaria, Holoregmia e Ibicella.
Il cladogramma a lato tratto dallo studio citato e semplificato, mostra la struttura interna della famiglia.